# Beyrie-sur-Joyeuse
Beyrie-sur-Joyeuse è un comune francese di 517 abitanti situato nel dipartimento dei Pirenei Atlantici nella regione della Nuova Aquitania.

## Società

### Evoluzione demografica
Abitanti censiti